# Vestenthal
Vestenthal ist ein Ort und eine Katastralgemeinde der Gemeinde Haidershofen im Bezirk Amstetten in Niederösterreich. Im Ortsverzeichnis 2001 war Vestenthal noch als Ortschaft ausgewiesen.

## Geschichte
Laut Adressbuch von Österreich waren im Jahr 1938 in Vestenthal ein Binder, drei Gastwirte, zwei Gemischtwarenhändler, vier Müller, ein Sägewerk, eine Schneiderin, ein Schuster, eine Teigwarenfabrik, ein Wagner und einige Landwirte ansässig.

## Siedlungsentwicklung
Zum Jahreswechsel 1979/1980 befanden sich in der Katastralgemeinde Vestenthal insgesamt 103 Bauflächen mit 41.044 m² und 123 Gärten auf 292.293 m², 1989/1990 waren es 100 Bauflächen. 1999/2000 war die Zahl der Bauflächen auf 185 angewachsen und 2009/2010 waren es 245 Gebäude auf 540 Bauflächen.

## Öffentliche Einrichtungen
In Vestenthal gibt es einen Kindergarten und eine Volksschule.

## Landwirtschaft
Die Katastralgemeinde ist landwirtschaftlich geprägt. 320 Hektar wurden zum Jahreswechsel 1979/1980 landwirtschaftlich genutzt und 51 Hektar waren forstwirtschaftlich geführte Waldflächen. 1999/2000 wurde auf 340 Hektar Landwirtschaft betrieben und 52 Hektar waren als forstwirtschaftlich genutzte Flächen ausgewiesen. Ende 2018 waren 312 Hektar als landwirtschaftliche Flächen genutzt und Forstwirtschaft wurde auf 56 Hektar betrieben. Die durchschnittliche Bodenklimazahl von Vestenthal beträgt 43,3 (Stand 2010).